# Coscinia inquinata
Coscinia inquinata là một loài bướm đêm thuộc phân họ Arctiinae, họ Erebidae.